# Sébastien Van Malleghem
 (mai 2021).
La mise en forme du texte ne suit pas les recommandations de Wikipédia : il faut le « wikifier ».
Les points d'amélioration suivants sont les cas les plus fréquents. Le détail des points à revoir est peut-être précisé sur la page de discussion.
- Les titres sont pré-formatés par le logiciel. Ils ne sont ni en capitales, ni en gras.
- Le texte ne doit pas être écrit en capitales (les noms de famille non plus), ni en gras, ni en italique, ni en « petit »…
- Le gras n'est utilisé que pour surligner le titre de l'article dans l'introduction, une seule fois.
- L'italique est rarement utilisé : mots en langue étrangère, titres d'œuvres, noms de bateaux, etc.
- Les citations ne sont pas en italique mais en corps de texte normal. Elles sont entourées par des guillemets français : « et ».
- Les listes à puces sont à éviter, des paragraphes rédigés étant largement préférés. Les tableaux sont à réserver à la présentation de données structurées (résultats, etc.).
- Les appels de note de bas de page (petits chiffres en exposant, introduits par l'outil «  Source ») sont à placer entre la fin de phrase et le point final[comme ça].
- Les liens internes (vers d'autres articles de Wikipédia) sont à choisir avec parcimonie. Créez des liens vers des articles approfondissant le sujet. Les termes génériques sans rapport avec le sujet sont à éviter, ainsi que les répétitions de liens vers un même terme.
- Les liens externes sont à placer uniquement dans une section « Liens externes », à la fin de l'article. Ces liens sont à choisir avec parcimonie suivant les règles définies. Si un lien sert de source à l'article, son insertion dans le texte est à faire par les notes de bas de page.
- La présentation des références doit suivre les conventions bibliographiques. Il est recommandé d'utiliser les modèles {{Ouvrage}}, {{Chapitre}}, {{Article}}, {{Lien web}} et/ou {{Bibliographie}}. Le mode d'édition visuel peut mettre en forme automatiquement les références.
- Insérer une infobox (cadre d'informations à droite) n'est pas obligatoire pour parachever la mise en page.

Pour une aide détaillée, merci de consulter Aide:Wikification.
Si vous pensez que ces points ont été résolus, vous pouvez retirer ce bandeau et améliorer la mise en forme d'un autre article.
Sébastien Van Malleghem est un photographe et auteur indépendant, né à Namur en Belgique en 1986.
Il a été récompensé par le prix Lucas-Dolega et le Nikon Bozar Monography Série Award en 2015, le prix Hip ainsi que le prix Belfius de la presse en 2019.

## Biographie
Diplômé en photographie de l’École Supérieure des Arts « le 75 » à Bruxelles en 2009, Sébastien Van Malleghem se dirige vers une photographie engagée en travaillant depuis plusieurs années sur le thème de la justice en Belgique ainsi qu’à travers l’Europe. Il travaille principalement en noir et blanc.
Il a 22 ans quand, de 2008 à 2011, il photographie le quotidien des inspecteurs de police dans leurs relations avec les citoyens. Depuis 2011 à 2014, Sébastien Van Malleghem poursuit ce travail sur le système judiciaire en photographiant la vie intra carcérale.
Il documente aussi la chute du despote Mouammar Kadhafi en Libye (The Ruins of the power), plonge dans l’underground et la vie de ceux qui à Berlin – artistes, squatters, anarchistes, toxicomanes et clochards – qui sont « régurgités par la capitale » (The Last shelter) et enfin photographie les morgues de Mexico (Mexican Morgues). Prix Hip 2019 à Paris
Son premier livre Police, sorti aux éditions Yellow Now, a été publié en janvier 2013. En 2015, il publie Prisons chez AF, qui lui vaut le prix Lucas-Dolega et est distingué Best photo book of the Year par le magazine TIME.
Photographe indépendant, Sébastien Van Malleghem travaille régulièrement à la demande pour De Standaard, Libération, Le Monde, De Morgen, Time et The Washington Post. Il est ambassadeur de la marque Nikon en Europe.

## Publications
Liste non exhaustive
- Police, Éditions Yellow Now, coll. « Angles vifs », 2013, 128 p. (ISBN 978-2-87340-322-5)
- Prisons, Paris, André Frère Éditions, 2015, 208 p. (ISBN 979-10-92265-31-6)[8]
- Nordic Noir, Paris, André Frère Éditions, 2017, 136 p. (ISBN 979-10-92265-62-0)[9]
- Réagir, Paris, André Frère Éditions, co-produit avec l’association Réagir, 2017, 160 p. (ISBN 979-10-92265-58-3)
- Mexican Morgues, Photopaper, coll. « Smallpaper n° 5 », 2019, 64 p. (ISBN 978-2-9558659-7-2)[10]
- Allfather, Photopaper & Renegades, 2020, 128p  (ISBN 978-2-9558659-1-0)

## Expositions
Liste non exhaustive
- 2023 Allfather /Nordic Noir, Exposition solo, ConcertGebouw, Bruges, Belgique, Juin - Aout 2023
- 2023 Démunis, Exposition solo, Festival Photo l'Oeil Urbain, Corbeil-Essonnes, France, Mars - Avril 2023
- 2021 Allfather, Exposition solo, Galerie Fragma, Courtrai, Belgique, novembre 2021 janvier 2022
- 2021 Nordic Noir, exposition solo, Université catholique de Louvain-la-Neuve, Louvain-la-Neuve, Mons, Bruxelles
- 2020 Weg van de Snelweg, Centre culturel De Factorij, janvier, Zaventem, Belgique 2019
- 2020 Mexican Morgues, Salon de la photo, novembre, Paris, France
- 2018 Nordic Noir & Prisons, dans l’exposition du livre d’histoire « Photoboek Belge », Musée de la photographie d’Anvers, Belgique
- 2018 Nordic Noir, exposition collective, galerie Albus Lux, Pays-Bas
- 2018 Nordic Noir, exposition collective, IconoBelge, Antwerpen foto, Belgique
- 2018 Nordic Noir, invité d’honneur – Exposition solo, Hôtel de ville, Riedisheim, avril, France
- 2018 Nordic Noir, Eyes Wild open, Exposition collective, Musée botanique, février-mai, Bruxelles
- 2018 Asilum, exposition solo, Musée du Docteur Guislain, Gand, Belgique
- 2018 Nordic Noir, exposition solo, LIFF (Lofoten foto fes&val), Lofoten, Norvège
- 2018 Réagir, exposition solo, Lumix fotofestival, Hanovre, Allemagne
- 2017 Nordic Noir, exposition solo, galerie, musée Botanique, 16 déc. - 17 janv., Bruxelles, Belgique
- 2017 Nordic Noir, exposition solo, Itinéraires photographes voyageurs, April, France
- 2017 Prisons, exposition solo, Musée du Docteur Ghislain, mai, Belgique
- 2016 Mexican Morgues, exposition solo, festival de la photo du Saguenay, décembre, Canada
- 2016 Prisons, exposition collective : What Remains, Musée CODA, 16 sept. - 17 janv., Pays-Bas
- 2016 : Prisons, festival l’Œil urbain, Corbeil Essonne[8]
- 2016 : Prisons, festival ImageSingulières, Sète[8]
- 2016 Mexican Morgues, screening, Visa pour l'image, septembre, Perpignan, France
- 2016 The Last Shelter, exposition solo, Festival Lumix Fotojournalisme, juin, Hanovre, Allemagne
- 2016 Prisons, exposition solo, Images Singulières, mai, Sète, France
- 2016 Prisons, exposition solo, Influence Belges, mai-juin, Beaucouzé, France
- 2016 Mexican Morgues, Festival de la photo de Knokke, mars-avril, Knokke-Heist, Belgique
- 2016 Prisons, exposition solo, L’œil urbain, avril, Corbeil-Essonnes, France
- 2016 North-Road / Nordic Noir, exposition collective, Centre culturel de Hasselt, avril, Belgique
- 2015 Prisons, exposition solo, BOZAR MUSEUM, novembre, Bruxelles, Belgique
- 2015 Prisons, exposition solo, festival Barrobjectif, septembre, Barro, France
- 2015 Prisons, exposition solo, Maison des photographes, septembre, Paris, France
- 2015 Prisons, Centre d’art contemporain, septembre - janvier, Saint-Restitut, France
- 2015 Prisons, Screening, Visa pour l'image, septembre, Perpignan, France
- 2015 Police, C'est la Nuit, Villa Tamaris, septembre – juin, La Seyne-sur-Mer, France
- 2015 Prisons, exposition solo, Théâtre de Poche, février - mars, Bruxelles, Belgique
- 2014 Prisons, projection, Festival de la photo d’Angkor, novembre, Angkor, Cambodge
- 2014 Prisons, projection, Humans Rights Watch, octobre, Bruxelles, Belgique
- 2014 Police, exposition solo, Festival du Polar, octobre, Villeneuve-lez-Avignon, France
- 2014 Prisons, projection, Visa pour l'image, septembre, Perpignan, France.
- 2013 Images à convictions, Musée Grand Curtius, janvier - mars, Liège, Belgique

## Prix et distinctions
Liste non exhaustive
- 2019 - Prix HIP, Livre de photographie Mexican Morgues, Salon de la Photographie, novembre, Paris, France, Prix Belfius de la presse, The Shame of the Sun / Allfather, mai, Brux[11]elles
- 2017 - Nordic Noir (livre) figure parmi les 10 livres de photographie les plus captivants de l’année par le magazine Mother Jones, décembre, USA[12]
- 2015 - Prix de la série de monographies Nikon Bozar, Prisons, décembre, Bruxelles, Prisons (livre) figure parmi les 20 meilleurs livres de photographie de l'année par TIME
- 2014 -  Mention honorable pour les prisons, prix XXI / France info Jeune reporter, décembre, Paris, France
- 2013 - Prix national, pour le court métrage Police, festival 5/5, compétition de courts métrages documentaires, octobre, Belgique
- 2012 - Prix : troisième place, European Month of Photography (EMOP), octobre, Berlin
- 2015 : Prix Lucas-Dolega pour son travail de long terme : « Prisons »[13]
- 2015 : Bozar/Nikon Monography Serie Award pour le reportage « Prisons »[14]